# Salar de Arizaro
Salar de Arizaro är en saltslätt i Argentina.   Den ligger i provinsen Salta, i den norra delen av landet, 1 400 km nordväst om huvudstaden Buenos Aires.